# Абайдильдин, Талгатбек Жамшитович
Талгатбек Жамшитович Абайдильдин (каз. Талғатбек Жәмшітұлы Абайділдин; род. 16 сентября 1948, Есиль) — политический деятель Казахстана. Казах.

## Биография
Родился 16 сентября 1948 года в городе Есиль Акмолинской области.
В 1974 году окончил Казахский государственный педагогический институт имени Абая (учитель математики), 1993 — Казахский институт менеджмента, экономики и прогнозирования (экс-ВПШ).
Работал советником Президента республики, вице-министром охраны окружающей среды.
С 1966 года — работал токарем, служил срочную в Советской армии.
В 1974—1980 годах — заместитель председателя профкома КазПИ, инструктор, комиссар штаба студенческих строительных отрядов Алма-Атинского обкома комсомола.
В 1980—1988 годах — заведующий отделом Калининского райисполкома г. Алма-Аты, заместитель заведующего Алма-Атинского горкома партии.
В 1988—1991 годах — инструктор, политорганизатор отдела ЦК Компартии Казахстана.
В 1991—1993 годах — референт, старший референт отдела по связям с религиозными организациями, консультант отдела политического анализа аппарата Президента, государственный инспектор Главной контрольной инспекции при Президенте.
В 1993—1995 годах — член Центризбиркома.
В 1995—1997 годах — государственный инспектор Организационно-контрольного отдела Администрации Президента.
В марте—мае 1997 года — заместитель акима Кокчетавской области.
С мая 1997 года — заместитель, акима Восточно-Казахстанской области.
С декабря 2000 года — 1-й заместитель акима Восточно-Казахстанской области.
С 1999 года — председатель Восточно-Казахстанского регионального комитета партии «Отан» (одновременно).
27 февраля 2003 года — аким Восточно-Казахстанской области (Указ Президента Республики Казахстан от 26 февраля 2003 года N 1027). Сменил Виталия Метте.
8 декабря 2004 года освобождён от должности акима Восточно-Казахстанской области, в пользу Храпунова.
В 2005 году на выборах в Сенат парламента Республики Казахстан от Восточно-Казахстанской области получил 89,5 процентов голосов и прошёл в Сенат.
На 16 сентября 2008 года секретарь Комитета по экономической и региональной политике. Депутат Сената Парламента от Восточно-Казахстанской области.

## Семья
Женат и имеет двоих сыновей.

## Награды
- Награждён орденом «Курмет», грамотой Верховного Совета Казахской ССР и семью медалями.
- 2013 — Орден Парасат[6].
- Орден «Содружество» (16 апреля 2015 года, Межпарламентская ассамблея СНГ) — за активное участие в деятельности Межпарламентской Ассамблеи и её органов, вклад в укрепление дружбы между народами государств — участников Содружества Независимых Государств[7].
- Медаль «МПА СНГ. 25 лет» (27 марта 2017 года, Межпарламентская ассамблея СНГ) — за заслуги в деле развития и укрепления парламентаризма, за вклад в развитие и совершенствование правовых основ функционирования Содружества Независимых Государств, укрепление международных связей и межпарламентского сотрудничества[8].